# Nicole Hetzer
Nicole Hetzer (Leipzig, RDA, 18 de febrero de 1979) es una deportista alemana que compitió en natación.
Ganó una medalla de plata en el Campeonato Mundial de Natación en Piscina Corta de 2000, dos medallas en el Campeonato Europeo de Natación, plata en 2006 y bronce en 2002, y siete medallas en el Campeonato Europeo de Natación en Piscina Corta entre los años 1998 y 2001.
Participó en dos Juegos Olímpicos de Verano, ocupando el quinto lugar en Sídney 2000 y el sexto en Atenas 2004, en la prueba de 400 m estilos.

## Palmarés internacional
| Campeonato Mundial en Piscina Corta | Campeonato Mundial en Piscina Corta | Campeonato Mundial en Piscina Corta | Campeonato Mundial en Piscina Corta |
| Año                                 | Lugar                               | Medalla                             | Prueba                              |
| ----------------------------------- | ----------------------------------- | ----------------------------------- | ----------------------------------- |
| 2000                                | Atenas (Grecia)                     | Medalla de plata                    | 400 m estilos                       |
| Campeonato Europeo                  |                                     |                                     |                                     |
| Año                                 | Lugar                               | Medalla                             | Prueba                              |
| 2002                                | Berlín (Alemania)                   | Medalla de bronce                   | 400 m estilos                       |
| 2006                                | Budapest (Hungría)                  | Medalla de plata                    | 400 m estilos                       |
| Campeonato Europeo en Piscina Corta |                                     |                                     |                                     |
| Año                                 | Lugar                               | Medalla                             | Prueba                              |
| 1998                                | Sheffield (Reino Unido)             | Medalla de plata                    | 200 m estilos                       |
| 1998                                | Sheffield (Reino Unido)             | Medalla de plata                    | 400 m estilos                       |
| 1999                                | Lisboa (Portugal)                   | Medalla de plata                    | 400 m estilos                       |
| 1999                                | Lisboa (Portugal)                   | Medalla de bronce                   | 200 m espalda                       |
| 2001                                | Amberes (Bélgica)                   | Medalla de oro                      | 400 m estilos                       |
| 2001                                | Amberes (Bélgica)                   | Medalla de plata                    | 200 m espalda                       |
| 2001                                | Amberes (Bélgica)                   | Medalla de plata                    | 200 m estilos                       |